# Иляхинский, Вячеслав Владимирович
Вячеслав Владимирович Иляхинский (17 февраля 1925, Таганрог — 30 марта 2002, Си Клифф, Нью-Йорк, США) — русский художник-авангардист, график, реставратор.

## Биография
Родился в 1925 году в городе Таганроге в семье врача Владимира Михайловича Иляхинского.
Учился в средней художественной школе в Ростове-на-Дону. В четырнадцать лет получил третий приз на всесоюзной выставке юных дарований.
Во время немецкой оккупации семья доктора Иляхинского была вывезена немцами в Германию, где они и остались после войны.
В Штутгарте поступил в Академию художеств и учился у известного немецкого художника-модерниста Вилли Баумейстера.
Затем эмигрировали в Соединённые Штаты, поселившись в Нью-Йорке.
Молодой художник Вячеслав Иляхинский был вынужден искать средства к существованию. Несколько лет занимался шелкографией, печатал рисунки на текстиле. Затем занялся реставрацией картин, и достиг в этой области больших успехов.
Открыл в Нью-Йорке собственную реставрационную мастерскую и получал заказы от галерей и музеев. Реставрировал картины старых мастеров, включая одно полотно Рембрандта. Специализировался на «рилайнинге», то есть переносе красочного слоя всей картины на новое полотно.
Жена — Екатерина Борисовна, архитектор. Передала в дар Таганрогскому художественному музею часть картин, завещанных Вячеславом Иляхинским.

## Работы находятся в собраниях
- Таганрогский художественный музей, Таганрог.[4]

## Персональные выставки
- 2006 — «Гармония контрастов». Таганрогский художественный музей, Таганрог.[5]
- 2000 — «Владимир Иляхинский». Художественный центр университета Адельфи, Гарден Сити, США[1].